# Nele Trebs

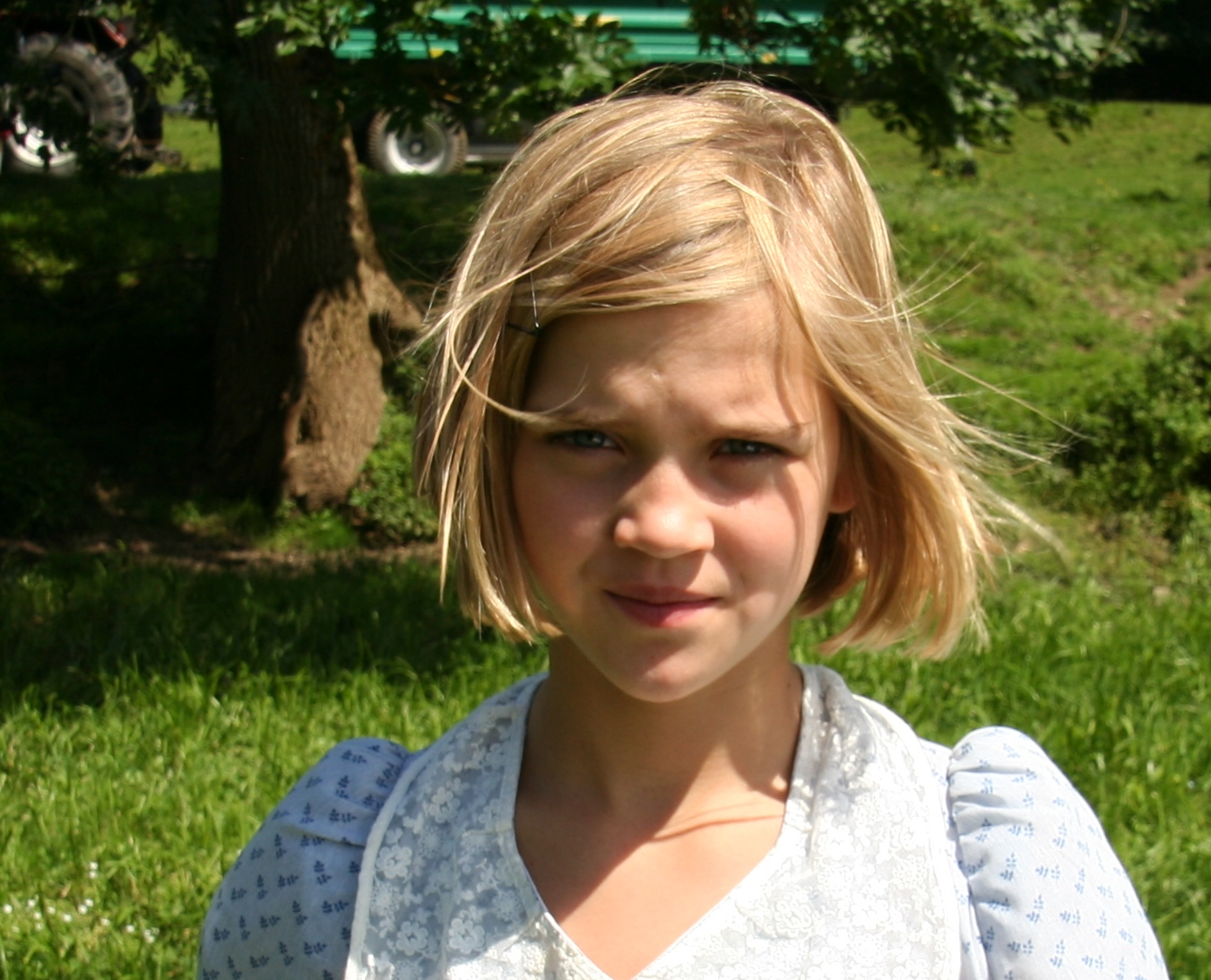
Nele Trebs im September 2011

Nele Trebs (* 12. September 1999 in Berlin) ist eine deutsche Schauspielerin.

## Leben
Trebs wuchs in einer Familie mit fünf Kindern auf. Ihre Geschwister Theo Trebs, Enno Trebs, Lilli Trebs und Pepe Trebs sind ebenfalls Schauspieler. Sie werden in der Agentur ihrer Mutter Dorothea Trebs betreut.
Ihren ersten Film Die Patin – Kein Weg zurück drehte sie an der Seite von Veronica Ferres im Jahr 2007. Es folgten Rollen in Die Tür und Mensch Kotschie. Gemeinsam mit ihrem älteren Bruder Theo Trebs spielte sie in Krupp – Eine deutsche Familie. Weitere Mitwirkungen hatte sie in der Rosamunde-Pilcher-Verfilmung Im Zweifel für die Liebe, in der ZDF-Serie Unser Charly und im Studentenprojekt Haus im See.
2011 spielte sie in eine große Rolle im Nachkriegsdrama Lore unter der Regie von Cate Shortland. Von 2017 bis 2020 war Trebs in acht Folgen der Netflix-Serie Dark zu sehen.
Seit 2020 absolviert sie ihre Schauspielausbildung  an der Hochschule für Schauspielkunst Ernst Busch in Berlin.

## Filmografie (Auswahl)
- 2008: Die Patin – Kein Weg zurück (dreiteiliger Fernsehfilm)
- 2009: Krupp – Eine deutsche Familie (Fernsehfilm)
- 2009: Die Tür
- 2010: Mensch Kotschie
- 2010: Rosamunde Pilcher – Im Zweifel für die Liebe (Fernsehserie)
- 2010: Unser Charly – Wahre Tierfreunde (Fernsehserie)
- 2011: Mein Prinz, Mein König
- 2011: Haus im See (Kurzfilm)
- 2012: Lore
- 2012, 2013, 2015: SOKO Wismar (Fernsehserie, 3 Episoden)
- 2014: Wanja
- 2017–2020: Dark (Fernsehserie, 8 Episoden)
- 2017: In aller Freundschaft – Die jungen Ärzte – Alles wird gut (Fernsehserie)
- 2018: Mein rechter, rechter Platz ist frei
- 2018: Pauls Weihnachtswunsch
- 2019: Wir sind jetzt (Fernsehserie)
- seit 2019: Reiterhof Wildenstein (Fernsehserie, sechs Folgen)
- 2022–2023: Wendehammer (Fernsehserie, 12 Episoden)